# Муг, Энди
Дональд Эндрю (Э́нди) Муг (англ. Donald Andrew "Andy" Moog; род. 18 февраля 1960, Пентиктон, Канада) — канадский хоккейный тренер и менеджер, в прошлом хоккеист, вратарь. Трёхкратный обладатель Кубка Стэнли в составе «Эдмонтон Ойлерз», участник Олимпийских игр 1988 года в Калгари. Владелец клуба Центральной хоккейной лиги «Форт-Уэрт Брамас» с 1998 по 2013 год.

## Игровая карьера
Энди Муг был выбран в седьмом раунде драфта 1980 года клубом «Эдмонтон Ойлерз». Вместе с «Эдмонтоном» Муг выиграл три Кубка Стэнли: в 1984, 1985 и 1987 годах. 8 марта 1988 года «Эдмонтон» обменял Муга в «Бостон Брюинз» на нападающего Джеффа Куртнолла, вратаря Билла Рэнфорда и выбор во втором раунде драфта 1988 года. 25 июня 1993 года Муг перешёл в «Даллас Старз» в обмен на вратаря Джона Кейси. Этот обмен стал частью сделки по переходу защитника Горда Мёрфи из «Бостона» в «Даллас», которая состоялась 20 июня того же года. 17 июля 1997 года Энди Муг перешёл в «Монреаль Канадиенс» в качестве свободного агента.

## Тренерская карьера
С 2000 по 2002 год Энди Муг был консультантом клуба «Ванкувер Кэнакс». В 2002 Муг стал помощником главного тренера и тренером вратарей в «Даллас Старз». 15 июня 2006 года генеральный менеджер «Далласа» Дуг Армстронг объявил о назначении Муга своим помощником, ответственным за развитие молодых игроков. Муг также сохранил за собой должность тренера вратарей клуба.
В 1998 году Муг стал владельцем клуба «Форт-Уэрт Брамас» из Западной профессиональной хоккейной лиги. В 2001 году клуб начал выступать в Центральной хоккейной лиге. 12 октября 2012 года «Брамас» были проданы бизнесмену из Форт-Уэрта Майку Аткинсону.